# 烏拉圭同性婚姻

南美洲
同性婚姻
承認其他形式的同性結合
不承認或現狀未知
法案考慮中
禁止同性婚姻及其他形式的同性結合
同性性行為非法

2007年12月27日，烏拉圭總統巴斯克斯簽署認可同性民事伴侶關係的法案。2008年1月1日，烏拉圭認可同性民事伴侶關係的法案正式生效。2009年8月27日，烏拉圭眾議院以40票贊成、13票反對通過允許同性伴侶領養孩子的法案。9月9日，烏拉圭參議院以17票贊成、6票反對通過允許同性伴侶領養孩子的法案。

## 同性婚姻
2013年4月10日，烏拉圭下議院92名議員中，有71人對《同性婚姻法》投贊成票，法案待總統何塞·穆希卡簽署後便生效，烏拉圭成為全球第12個同性婚姻合法的国家。